# 熊久保信重
熊久保 信重（くまくぼ のぶしげ、1970年2月10日 - ）は、福島県二本松市出身のレーシングドライバー、エビスサーキット支配人。D1グランプリなどのドリフト競技で活躍し、近年はダートトライアルにも参戦している。血液型O型。父は東北サファリパークの創業者、熊久保勅夫。日本大学東北高等学校卒業。主な愛称は「支配人」「クマ」など。

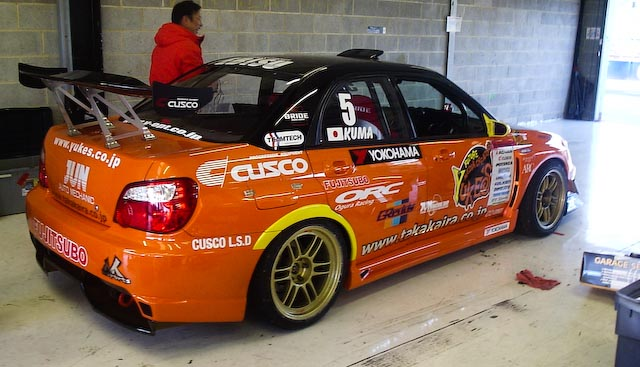
熊久保信重

## 来歴
福島県二本松市出身。日本大学東北高等学校卒業後日本大学工学部に進む。
小学生の頃から、父が所有していたダートラのコース（現在のエビスサーキット）でモトクロスを始める。のちに全日本選手権まで上り詰めるが、怪我をしたことや成績が伸び悩んだことから、20歳過ぎの頃に参戦を止める。
23歳の時にエビスサーキットに入社する。当初はドリフトにはまったく興味が無く、サーキットでドリフトをした車両にブラックフラッグを振ったこともある。しかし古口美範がブラックフラッグを振られているにもかかわらず、ドリフトの練習をやめることを一切しなかったため、次第に熊久保も「まわりをよく見て、迷惑がかからないようにやってくれれば」と態度を軟化させていった。そして従業員仲間にドリフト経験者がいると聞いた熊久保は、方法を一通り教わり実践してみると、モトクロスでの経験も手伝ってすぐにできるようになったという。のちに「会社としても利益になる」としてドリフトに力を入れることになり、従業員や古口、そして彼と同郷の平岡英郎らとともに「Team K style with Rapid」を結成。『CARBOY』のドリフトコンテスト（この際「サーキットを無料で貸すので参加させてほしい」とバーター取引を持ちかけている）で優勝したのを期に、いかす走り屋チーム天国東北大会において団体戦優勝を果たすなど、今日の活動へと繋がっている。
D1GPには初年度から参戦。当初はチェイサー（JZX100）を使用していた。2005年にはD1史上初の四輪駆動車をFR化したマシンであるインプレッサ（GDB）を投入した。
自身が働く会社が所有するサーキットながら、エビスサーキットを「最も苦手」と評してきたが、2006年のD1GP第5戦で初優勝を遂げる。さらに同年は野村謙とのタイトル争いを最終戦で制し、初のシリーズチャンピオンに輝いた。4ドア車を駆る選手としては史上初のチャンピオンでもある。
2007年、マシンをFR化した三菱・ランサーエボリューションIXに変更。開幕戦エビスでは昨年に引き続き優勝を果たした。さらに2009年、ランサーエボリューションX（CZ4A）に乗り換えた。
2011年、マシンをローレル（C33）に変更。2012年には斎藤太吾、川畑真人とのタイトル争いを最終戦で制し、人生二度目のシリーズチャンピオンとなる。しかしその後はなかなか上位に食い込むことが出来なくなる。
2014年、マシンをシルビア（S15）に変更。2015年にはD1第3戦筑波で久々の追走進出を果たした。なお同年Euro V8 Series仕様のメルセデス・ベンツ・C63をベースにしたD1車両を製作中であることをビデオオプション内で明かしていたが、結局実戦投入されることはなかった。
2016年以降は戦いの場をD1からダートラに移し、トヨタ・86で全日本ダートトライアル選手権に参戦。参戦2戦目にして3位入賞を果たすなど実力を発揮する。翌2017年はD1時代に使用した日産・シルビア（S15）に車両を変更した。
2019年、開幕前に開催されたD1GPオールスターシュートアウトで、昨シーズンをもって引退した野村謙とスペシャルマッチの追走を披露した。
2019年と2021年にはフォーミュラ・ドリフト ジャパンにも参戦し、2021年第6戦富士では優勝を果たしている。
近年はタイのドリフト競技大会に参戦していたが、2022年シーズンをもって引退した。2024年はD1GPにおけるビデオオプションでの中継の解説者を務める。

## 人物
- ドリフト競技では、接近度の高い追走を得意とする[9]。
- 本業はエビスサーキットの支配人（実父が隣接の東北サファリパークを経営していた背景あり）及びカーショップk-styleの代表であることからD1ドライバーの中では比較的資金が豊富であり、いち早くシーケンシャル・ミッションを搭載するなど、潤沢な資金を生かしたマシンメイクを得意としている。
- それまでドリフト競技では使用されることのなかった車種を投入するなど、野心的・挑戦的な一面も持つ。2000年代半ばから2010年代初頭にかけてはD1グランプリにインプレッサ及びランエボを投入、ほとんどの車両がFRの車両をベースとする中で4WDの車両をFR化した車両ということで大きなインパクトを与えた。
  - インプレッサとランエボはともにJUNオートメカニックが製作し、駆動方式の4WDからFRへの変更やエンジン搭載方向の横置きから縦置きへの変更（ランエボ）といった大規模な改造を施しているほか、近年のD1車両で定番となっているラジエターの後方移設（リアラジエーター）を行うなど、先進的な車両に仕上がっている[10][11]。
- 現役D1ドライバーであった頃にドリフトチームのチームオレンジを結成し、D1グランプリやフォーミュラ・ドリフト ジャパンなどの競技への参戦（後には全日本ダートトライアル選手権などにも参戦カテゴリーを拡大）や、全国のサーキットでの走行ショーを行っている。
- 映画『ワイルド・スピードX3 TOKYO DRIFT』では、当時チームオレンジのメンバーであった田中一弘などとともにカースタントを担当した。この時にフロントドライブシャフトを切り離してFR化されたランエボに乗り、その動きの良さが印象に残っていたことがD1でランエボにマシンをスイッチするきっかけになっている。
- 海外へのドリフト文化の発信も積極的に行っている。熊久保本人の「身銭を切らずに海外に行くには仕事にすればいい」という考えからアメリカに渡り、現地の企業と掛け合いドリフトショーを開催。盛況を博し、後にショーの全米ツアーを行うまでになった[12]。自身が経営するエビスサーキットも、近年は「ドリフトの聖地」として外国人が集まるようになり、年間2000人以上の外国人がドリフト目当てでサーキットを訪れるという[13]。現在は東南アジアの若者を対象にしたプロレーサーの養成施設の設置も検討している[12]。
  - ドリフトをビジネスとして成り立たせるためのビジネスモデル・ノウハウを輸出するビジネスも展開しており、2008年からはそれらの輸出先が一堂に会する「ドリフトサミット」を主催している[3]。
- 2010年の「D1GP早食い選手権」に、チームオレンジの井草光輝メカニックとともに「チーム・YOKOHAMA」として参戦。全戦で圧倒的な強さを発揮し、見事シリーズチャンピオンを獲得した。